# OS 35
La OS 35 è stata una portarinfuse battente bandiera di Tuvalu. La nave entrò per la prima volta nelle notizie quando un attacco di pirateria contro di lei al largo della costa della Somalia venne bloccato congiuntamente da navi della Marina dell'Esercito Popolare di Liberazione Cinese e della Marina indiana.

## Caratteristiche
La OS 35 era una portarinfuse con cinque stive, una lunghezza fuori tutto di 178 metri e una larghezza di 28 metri, costruita nel 1999 presso il cantiere navale Shin Kurushima Toyohashi in Giappone come Golden Harvest. Aveva una stazza lorda di 20.947 tsl e una portata lorda di 35.362 tpl. Successivamente, quando la nave cambiò il proprietario, venne rinominata Addu Comet, JS Comet e infine OS 35.

## Storia

### Attacco di pirateria del 2017
Nel marzo 2017, la OS 35 partì da Port Klang, carica di merci per Aden, Yemen. Nell'aprile 2017, mentre la OS 35 stava navigando al largo delle coste della Somalia e dello Yemen, uno schifo con sospetti pirati somali cercò di abbordare la nave. L'equipaggio tentò inizialmente manovre antipirateria che non hanno avuto alcun effetto sulle navi pirata. Successivamente, tutto l'equipaggio della nave si radunò nel ridotto della nave mentre il personale di sicurezza armato a contratto privato a bordo tentò di ritardare l'imbarco dei pirati. Anche questo ebbe un effetto limitato e i pirati continuarono ad avvicinarsi molto alla grande nave portarinfuse e alla fine abbordarono e dirottarono la nave alle coordinate 12°51'N 50°42'E.
Nel frattempo, le navi della marina cinese e indiana, che stavano pattugliando la regione, hanno ricevuto l'allarme che era stato inviato dalla nave utilizzando il suo SSAS (Ship Security Alert System, in italiano Sistema di allarme di sicurezza della nave) e hanno proceduto ad assistere la nave. Due navi indiane, la INS Mumbai e la INS Tarkash, e una nave cinese, la Yulin, procedettero verso la nave dirottata in un'operazione congiunta. La marina indiana fornì copertura aerea mentre la nave cinese arrivava sul sito. Una squadra di forze speciali cinesi di 18 uomini salì a bordo della nave portarinfuse dirottata. I pirati abbandonarono la OS 35 e fuggirono prima dell'arrivo della squadra delle forze speciali.

### Collisione del 2022 e naufragio

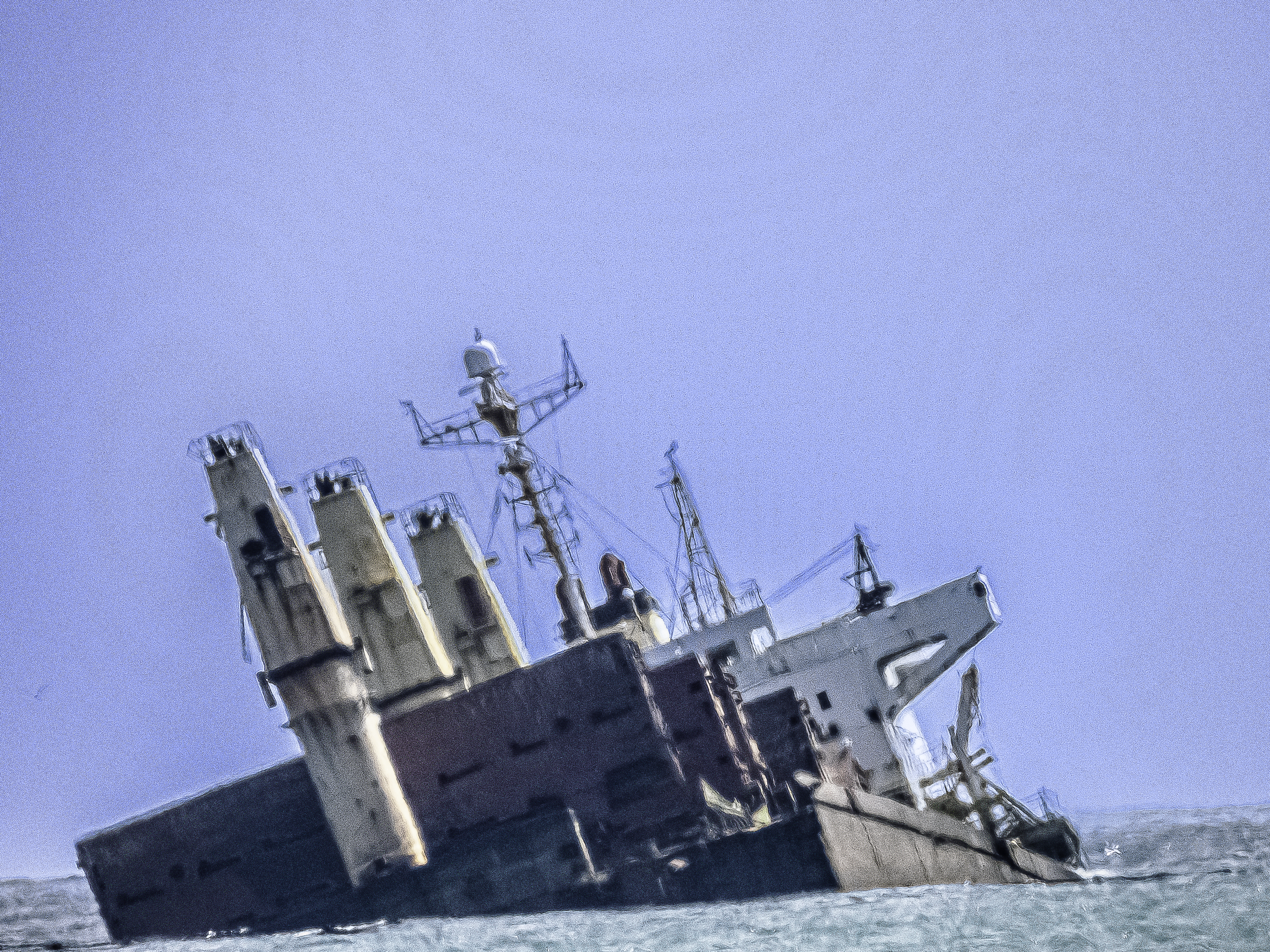
La OS 35 spezzata

Nell'agosto 2022, la OS 35 si scontrò con la metaniera Adam LNG che trasportava gas naturale liquefatto al largo della costa di Gibilterra e venne spiaggiata. Le autorità affermarono che il 1º settembre si verificò una significativa perdita di olio combustibile e che nel tentativo di fermare la diffusione del petrolio furono dispiegati dei booms. La mattina del 2 settembre, l'80% del gasolio della nave fu rimosso. Le autorità spagnole furono messe in allerta e vennero inviate pattuglie nelle zone costiere per monitorare il possibile inquinamento, in quella che viene chiamata la baia di Gibilterra.